# 雲南農業協同組合
雲南農業協同組合（うんなんのうぎょうきょうどうくみあい、通称JA雲南）は、島根県仁多郡奥出雲町、飯石郡飯南町、雲南市を管轄としていた農業協同組合。
1993年2月1日に、旧仁多郡・旧大原郡・旧飯石郡の10ヶ町村JAの合併により誕生した。
2015年3月1日をもって島根県の他の農業協同組合と合併し、島根県農業協同組合となり、現在はJAしまね雲南地区本部となっている。

## 概要
- ATMでは、JAバンクのカードは稼働時間内の終日において、また三菱東京UFJ銀行（現・三菱UFJ銀行）のカードは平日のみにおいて、それぞれ自行扱いとなっていた。

- 有限会社サンコープ雲南、有限会社きすき有機センターが子会社である。

## 店舗
- 本店 699-1311 雲南市木次町里方1088-6

### 支店等
- 仁多支店（仁多郡奥出雲町三成431）
- 横田支店（仁多郡奥出雲町横田1094-3）
- 大東支店（雲南市大東町飯田41-12）
- 加茂支店（雲南市加茂町加茂中1041）
- 斐伊支店（雲南市木次町里方614-1）
- 三刀屋支店（雲南市三刀屋町三刀屋1129-5）
- 吉田支店（雲南市吉田町吉田1046-1）
- 掛合支店（雲南市掛合町掛合2150-127）
- 頓原支店（飯石郡飯南町頓原2095-2）
- 赤来支店（飯石郡飯南町下赤名335-3）
- 木次駅出張所（雲南市木次町里方26-1）

- 中央営農経済センター（雲南市木次町里方1088-6）
- 仁多生産センター（仁多郡奥出雲町三沢1947-8）
- 奥出雲営農経済センター（仁多郡奥出雲町八川59-1）
- 横田配送センター（仁多郡奥出雲町八川59-1）
- 大東グリーンセンター（雲南市大東町飯田41-12）
- 吉田グリーンセンター（雲南市吉田村吉田1046-1）
- 掛合サブセンター（雲南市掛合町掛合2150-127）
- 飯南営農経済センター（飯石郡飯南町下赤名328-6）
- 三刀屋中央農機センター（雲南市三刀屋町三刀屋1129-5）
- 飯南農機センター（飯石郡飯南町野萱823-1）